# Aaron Gate
Aaron Gate (ur. 26 listopada 1990 w Auckland) – nowozelandzki kolarz torowy i szosowy, brązowy medalista olimpijski oraz wielokrotny medalista torowych mistrzostw świata.

## Kariera
Pierwszy sukces w karierze Aaron Gate osiągnął w 2008 roku, kiedy zdobył brązowy medal mistrzostw świata juniorów w drużynowym wyścigu na dochodzenie. Na kolarskich mistrzostwach Oceanii w 2011 roku Gate zwyciężył w drużynowym wyścigu na dochodzenie, a w wyścigu punktowym zajął drugie miejsce. Na rozgrywanych rok później mistrzostwach świata w Melbourne Aaron wspólnie z Samem Bewleyem, Westleyem Goughem i Markiem Ryanem wywalczył brązowy medal w drużynowym wyścigu na dochodzenie. W tym samym składzie reprezentacja Nowej Zelandii zdobyła także brązowy medal na rozgrywanych w sierpniu tego roku igrzyskach olimpijskich w Londynie. Kolejny medal zdobył podczas mistrzostw świata w Mińsku w 2013 roku, gdzie zwyciężył w omnium. W zawodach tych bezpośrednio wyprzedził Duńczyka Lasse Normana Hansena i Glenna O’Shea z Australii. Na mistrzostwach świata w Cali w 2014 roku Nowozelandczycy w składzie: Aaron Gate, Pieter Bulling, Dylan Kennett i Marc Ryan zdobyli brązowy medal w drużynowym wyścigu na dochodzenie. W styczniu 2020 roku wygrał pierwszy etap New Zealand Cycle Classic.